# Gerd Siegmund
Pour les articles homonymes, voir Siegmund.
Gerd Siegmund, né le 7 février 1973 à Dresde, est un sauteur à ski allemand.

## Biographie
Membre du club SC Dynamo Klingenthal, puis d'Oberhof, il défend les couleurs de la Allemagne de l'Est jusqu'en la réunification allemande en 1990.
Il fait ses débuts dans la Coupe du monde le 17 janvier 1990 à Zakopane et marque son premier point lors de la saison 1992-1993.
En 1994, il prend part aux Jeux olympiques de Lillehammer, se classant onzième au petit tremplin. Ce même hiver, il remporte la seule épreuve de Coupe du monde dans sa carrière à Thunder Bay (aussi son seul podium), où il est aussi vainqueur par équipes.
Aux Championnats du monde 1995, il remporte la médaille d'argent par équipes avec Jens Weißflog, Hansjörg Jäkle et Dieter Thoma et est dixième sur grand tremplin.
Il devient notamment un expert de saut à ski à la télévision après sa carrière sportive et manager sportif, s'occupant de plusieurs athlètes dont Andreas Wank.

## Palmarès

### Jeux olympiques
| Épreuve / Édition | Lillehammer 1994 |
| Petit tremplin    | 11e              |

### Championnats du monde
| Épreuve / Édition | Falun 1993 | Thunder Bay 1995 |
| Petit tremplin    | 20e        | 11e              |
| Grand tremplin    | 23e        | 10e              |
| Par équipes       |            | Argent           |

### Championnats du monde de vol à ski
| Épreuve / Édition | Planica 1994 | Kulm 1996 |
| Individuel        | 26e          | 27e       |

### Coupe du monde
- Meilleur classement général : 13e en 1994.
- 1 podium individuel : 1 victoire.
- 5 podiums par équipes : 1 victoire, 2 deuxièmes places et 2 troisièmes places.

#### Victoire individuelle
| Année | Lieu                 |
| 1994  | Thunder Bay (Canada) |

#### Classements généraux
| Compet'/Année | Compet'/Année | Classement général | Classement général |
| ------------- | ------------- | ------------------ | ------------------ |
| Compet'/Année | Compet'/Année | Class.             | Points             |
| 1993          | 1993          | 59e                | 1                  |
| 1994          | 1994          | 13e                | 326                |
| 1995          | 1995          | 22e                | 200                |
| 1996          | 1996          | 34e                | 150                |
| 1997          | 1997          | 88e                | 8                  |
| 1998          | 1998          | 46e                | 56                 |
| 1999          | 1999          | 41e                | 89                 |
| 2000          | 2000          | 34e                | 114                |